# Henryk Dębicki

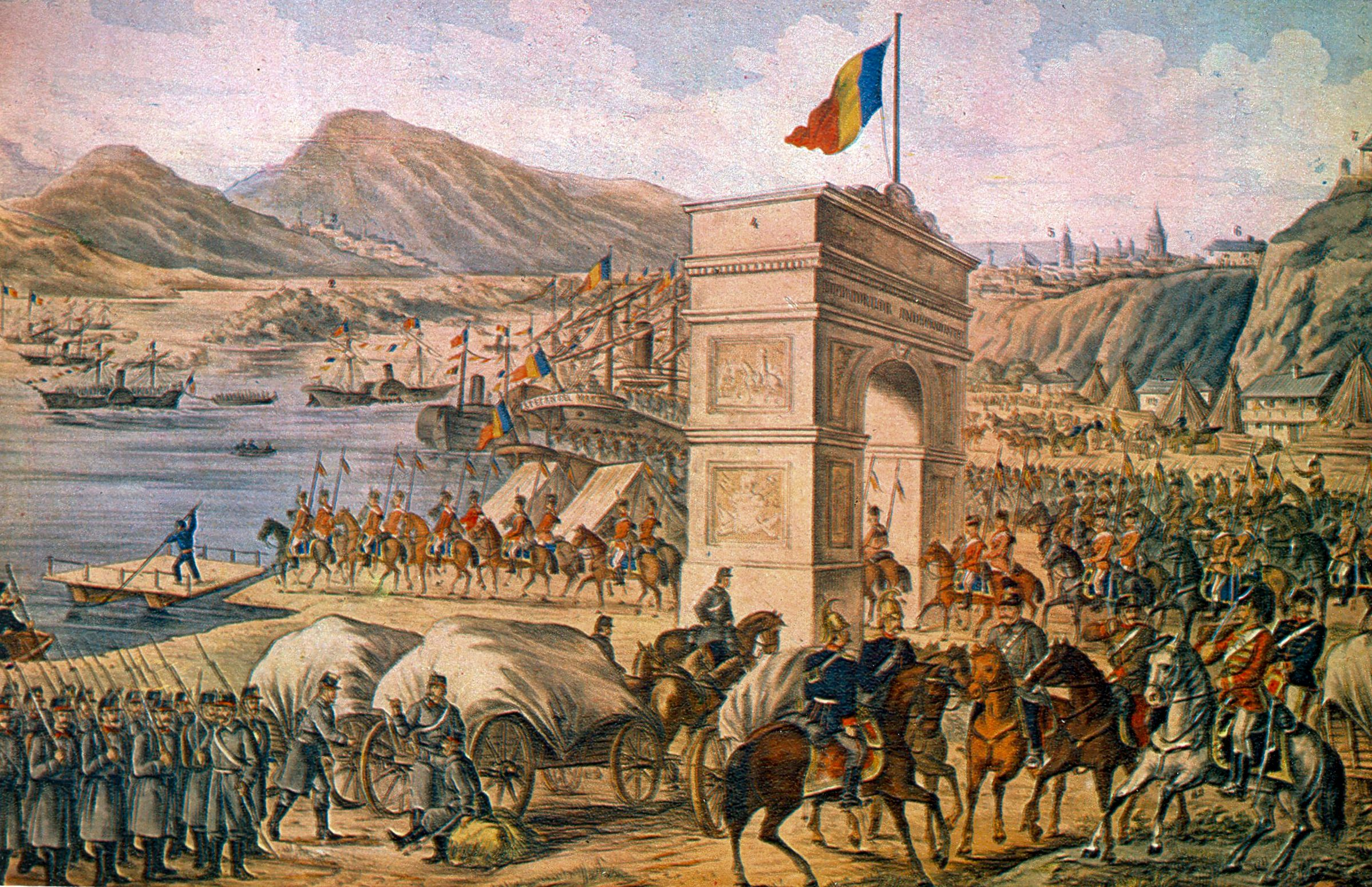
Przeprawa wojsk rumuńskich przez Dunaj (1879)

Henryk Dębicki (ur. 15 sierpnia 1830 w Warszawie, zm. 23 stycznia 1906) – polski malarz batalista, czynny również w Rumunii i Bułgarii.
Do Rumunii wyemigrował po powstaniu styczniowym (1863). Pracował jako nauczyciel sztuki w liceum w Bukareszcie i w gimnazjum w Braile. Tam poznał bułgarskiego poetę i działacza politycznego Christo Botewa. Współpracował z nim w bułgarskiej prasie emigracyjnej jako ilustrator jego artykułów, angażując się w  walkę o wyzwolenie Bułgarii z niewoli tureckiej. Był autorem licznych karykatur politycznych i litografii o treści związanej z historią Bułgarów.
Podobnie jak Antoni Adam Piotrowski został korespondentem wojennym podczas działań wojny rosyjsko-tureckiej (1877-1878) i utrwalał wydarzenia wojenne dla publikacji w prasie.
Do najbardziej znanych litografii Dębickiego należą:
- Panika w rumuńskiej reducie w Griwicy
- Druga bitwa Hadżi Dimitra i Stefana Karadży 8 lipca 1868
- Symeon Wielki wkracza do Konstantynopola w roku 924
- Pierwszy bułgarski patriarcha Antim I w szatach codziennych i ceremonialnych
- Słodko jest umrzeć za ojczyznę
- Samobójstwo Angeła Kynczewa na molo w Ruszczuku
- Turecka amnestia w Bułgarii